# ヨッヘン・ニアパッシュ
ヨッヘン・ニアパッシュ（Jochen Neerpasch、1939年3月23日 - ）は、BMWやメルセデス・ベンツなどでモータースポーツ活動の責任者を務めたことで知られる人物である。「ドイツレース界の黒幕」とも呼ばれた。

## 概要
元々はレーシングドライバーとしてキャリアを始め、1960年代後半にポルシェのワークスドライバーとして活躍し、デイトナ24時間レースで優勝するなどの実績を挙げた。ドライバーを20代で引退した後、モータースポーツ関連の組織のマネージメントを務めるようになった。
そのキャリアにおいて1972年のBMWモータースポーツ社創設に関わり（→#BMW）、1980年代後半から1990年代初めにはダイムラー・ベンツ（メルセデス・ベンツ）のモータースポーツ責任者としてザウバー・メルセデスに関わった（→#ダイムラー・ベンツ）。両社において若手レーシングドライバー育成のためにジュニアチームを設立しており、そのことはしばしば特筆される。メルセデス・ベンツのジュニアチームのドライバーだったミハエル・シューマッハについては、そのフォーミュラ1（F1）デビューにおいて、ニアパッシュは契約交渉の主導的な役割を果たした（→#シューマッハのF1デビュー）。

## 経歴

### ドライバー時代

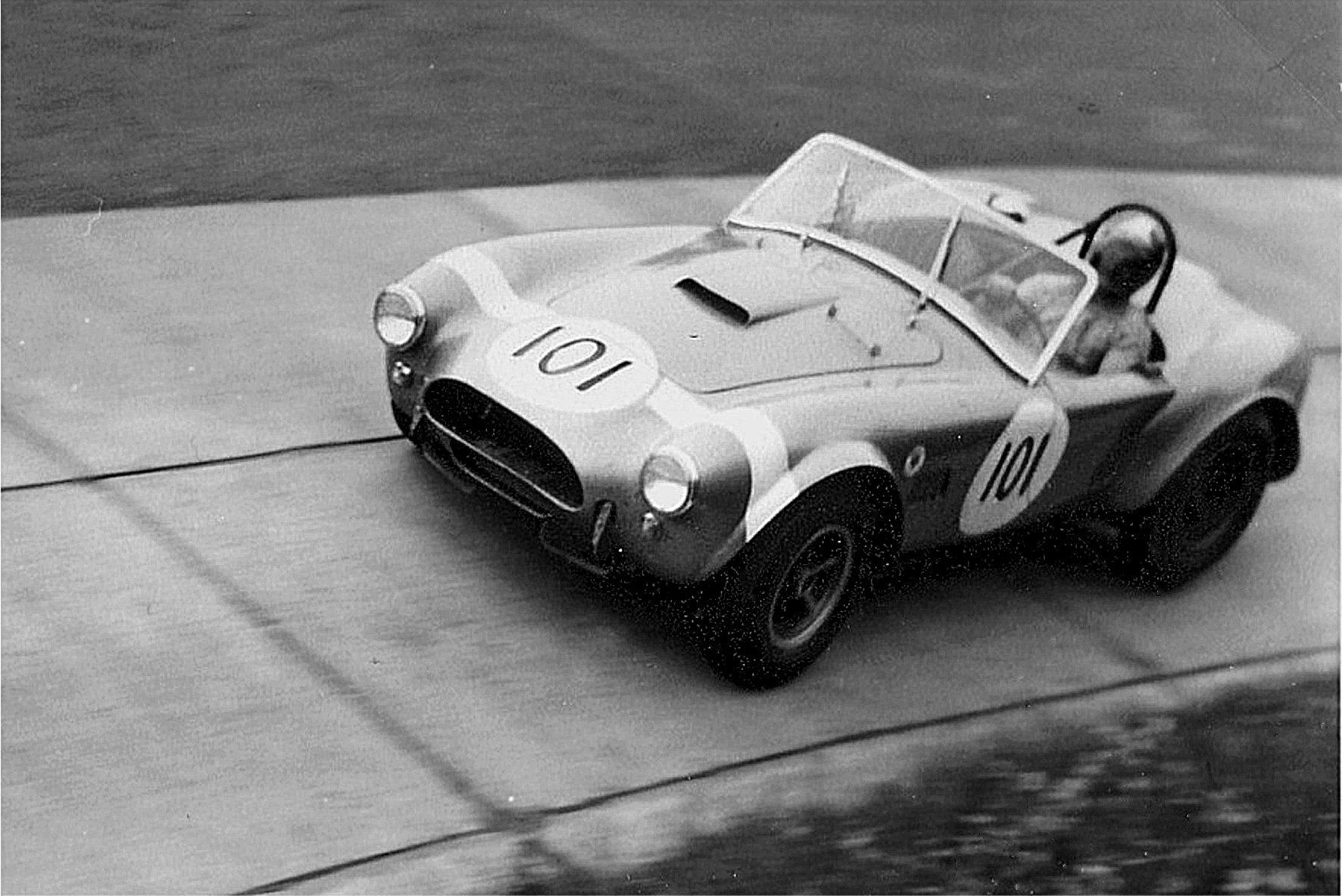
1964年ニュルブルクリンク1000㎞でシェルビー・コブラを駆るニアパッシュ

1959年、20歳の頃にラリーでモータースポーツを始め、ツーリングカーレースにも参加するようになった。1960年代初め、ニアパッシュはフォーミュラ3のロータス・35を走らせたが、シングルシーターは向いていないと判断し、以降はスポーツカーレースで走るようになる。1964年から1966年にかけては基本的にプライベーターのチームで走り、シェルビー・デイトナ・コブラやマセラティ・ティーポ61、フォード・GT40を駆ってル・マン24時間レースにも参戦した。
1966年までの3年間は冴えない成績に終わったが、1967年にポルシェのワークスドライバーに起用され、翌年にかけてル・マン24時間レースに参戦して両年ともにクラス2位の成績を収めた。1968年にはこの年の初めに開催されたデイトナ24時間レースでポルシェ・907LHを駆り、優勝ドライバーの一員となった。

### フォード
ニアパッシュにとって1968年は自身にとって最良の年となっていたが、そんな中、当時西ドイツのケルンにレース部門の設置を進めていたフォードから同部門の責任者の地位をオファーされる。ニアパッシュは29歳という自身の年齢や、「ポルシェ・ワークスドライバー」という現状はおそらく自分がドライバーとしてのキャリアで望み得るピークだろうと判断し、悩んだ末にフォードの要請を承諾し、1968年限りでドライバーを引退した。
フォードのモータースポーツ活動の責任者となったニアパッシュは、スポーツカーレースにおける参戦車両としてフォード・カプリを選択し、ラリー部門はイギリス・フォードに委ね、そちらはエスコートを使って参戦することになる。
カプリは1970年から実戦に投入され、ヨッヘン・マス、ハンス＝ヨアヒム・シュトゥック、クラウス・ルートヴィッヒという、それぞれ後に大物となる3人の新人ドライバーたちに駆られてヨーロッパツーリングカー選手権を中心に活躍し、同選手権において、1971年から1972年にかけて16レースで13勝をあげる圧倒的な強さを示した。

### BMW

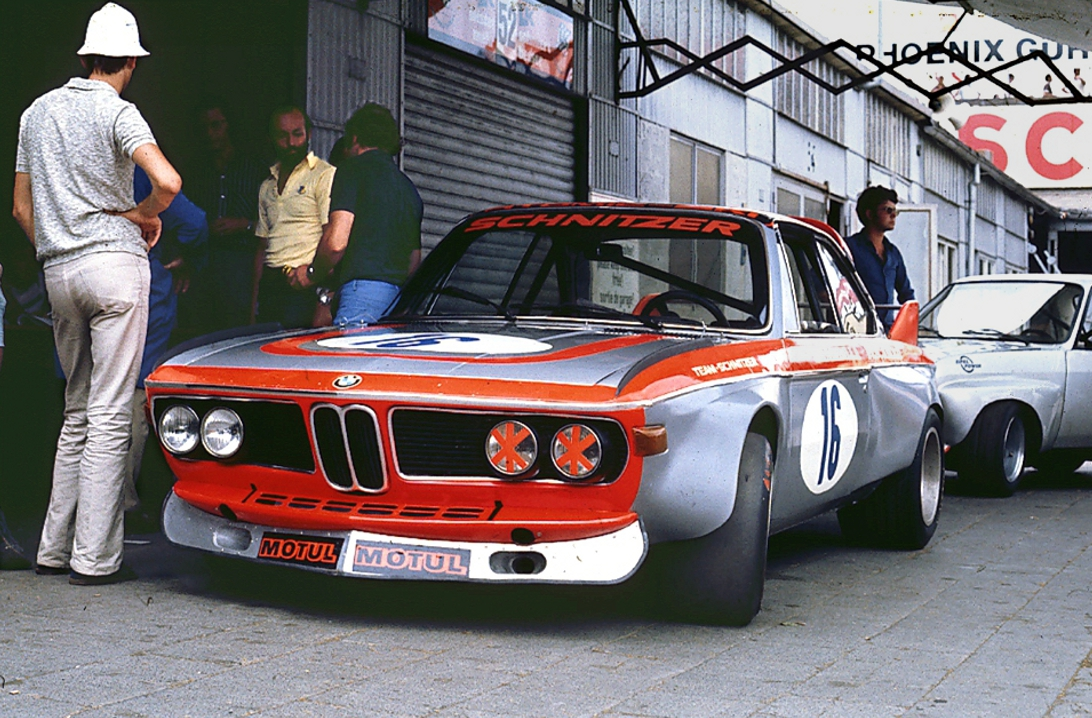
3.0CSL（グループ2仕様）。BMW M社で最初に開発されたサーキットレース用車種。

ニアパッシュの率いるフォードチームに打ち負かされるようになったBMWはモータースポーツへの取り組みを再構築することを考え、それにあたってニアパッシュとその補佐役であるマルティン・ブラウンガルトの引き抜きを実行した。
フォードが無敵を誇っていた時期の移籍であり、ニアパッシュのこの決断は当時のレース関係者を一様に驚かせるものだった。これは、フォードのモータースポーツ部門の立ち上げが成功し、既に無敵の状態になってしまっていたため、ニアパッシュが別のチャレンジを求めたためと考えられている。
ニアパッシュはBMWには9年間に渡って在籍したが、この期間はBMWのレース活動の歴史上、重要な意味をもつことになる。

#### モータースポーツ部門の設立
ニアパッシュは、レースにより柔軟に対応するためにはモータースポーツ専門の部門が必要だとBMWに要求した。それが受け入れられ、1972年5月1日にBMWモータースポーツ社（現在の「BMW Mモータースポーツ社」）が設立され、ニアパッシュは同社の初代CEOに任命された。同時に、親会社であるBMWのモータースポーツディレクターとなり、同社のモータースポーツ活動全体の責任者となる。
同社は設立当初は35名程度の小規模な陣容だったが、開発全般はブラウンガルトが管理し、顧客担当の技術部門はポルシェ出身のヘルベルト・シュタウデンマイアが担当し、車両の開発体制とプライベーター向けの効率的なサポート体制を早期に構築した。同社が手掛けた最初の車両である3.3 CSL（グループ2車両）は、同社の設立から1年足らずしか経っていない1973年2月に発表された。
BMW M社はレーシングカーを製造するとともに、そこで得られた経験をフィードバックして、公道用の高性能でスポーティな車両を開発し、それによって資金を稼ぎ出すこともできるようになった。同時に、市販車用のBMW・M10エンジンをベースとしてフォーミュラ2用のエンジンを開発・販売するビジネスを始め、これはBMW M社にとって非常に成功した取り組みとなった。
ドライバーについては実績のあるクリス・エイモン、トワン・ヘゼマンス、ディーター・クエスターらを擁するとともに、後述の「ジュニアチーム」を設立して、若手の育成にも取り組んだ。

#### BMWジュニアチーム
ニアパッシュがドライバーをしていた1960年代当時、モータースポーツはスポーツとはみなされておらず、そのため、レーシングドライバーもアスリートとはみなされておらず、多くのドライバーはレースの過酷な身体的負荷に対して充分なトレーニングがされているとは言えない状態だった。また、ドライバーは車体の技術的な知識にも乏しく、走り終えたドライバーは車についてエンジニアに感覚的なフィードバックを与えることしかできていないということが普通だった。
そうした状況や自身の経験を踏まえ、ニアパッシュは1977年に「BMWジュニアチーム」を設立した。これはニアパッシュが自身がドライバーだった当時の経験から発案されたもので、フィジカルからメンタルまでのトレーニングや、プロドライバーとして必要となる知識や経験を見どころのある若手ドライバーに習得させるために設けられた。自動車メーカーなどが若年ドライバーの育成プログラムを持つことは1990年代以降は一般的になるが、BMWにおけるこのジュニアチームは世界初の試みだった。
BMWはヨーロッパF2選手権で組んでいたマーチと協力してこのジュニアチームプログラムを展開し、ブルーノ・ジャコメリ、マルク・スレール、エディ・チーバーらを発掘し、彼らはF1までステップアップしていった。

#### M1

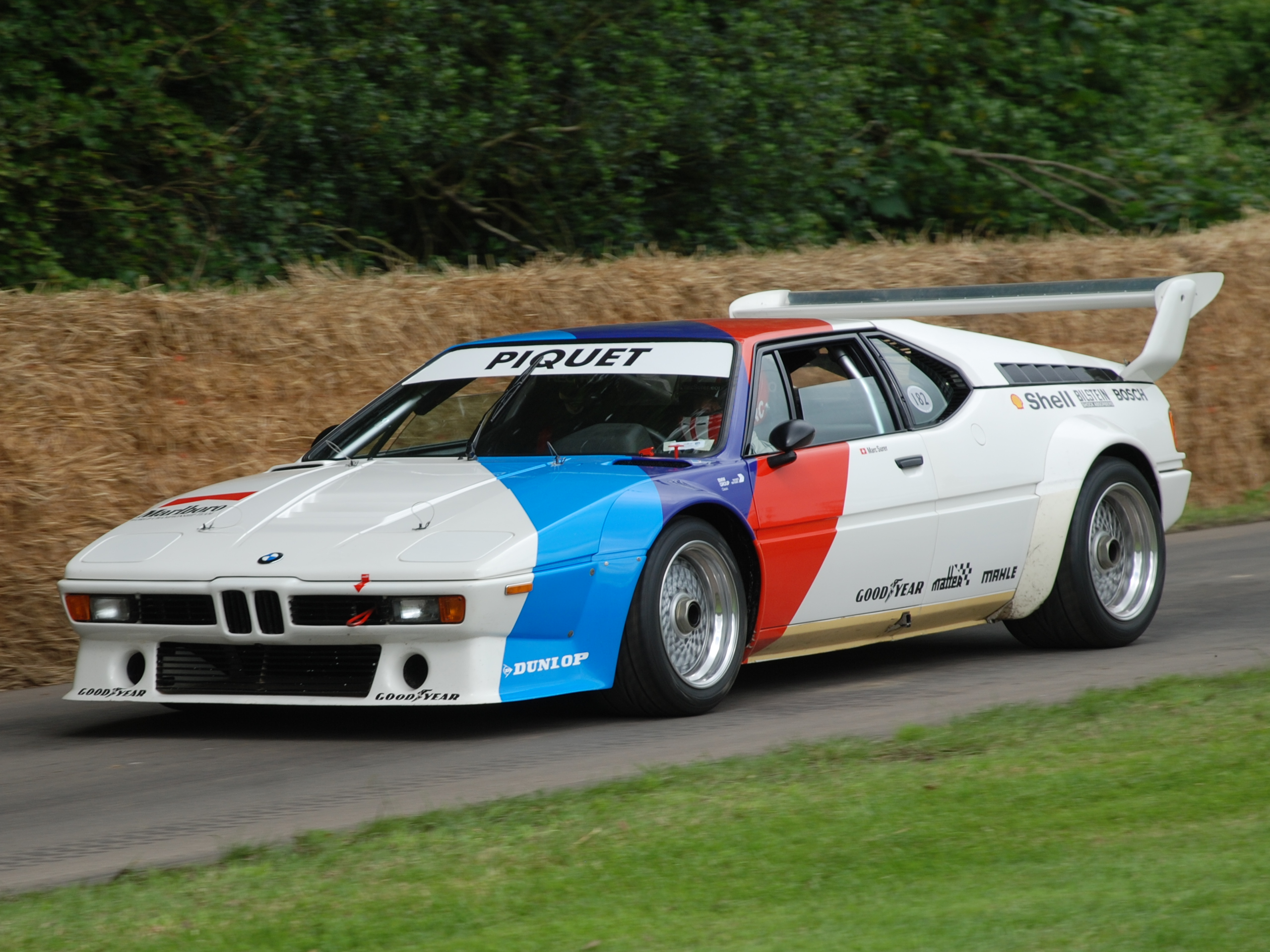
M1プロカー選手権用の車両

BMW M社の設立以前から、BMWは市販車をベースとしてレース仕様の車両を生み出すことを基本としていた。ニアパッシュはより野心的なプロジェクトとして、従来とは逆に、レース専用車両をまず開発し、そこから公道用の車両を派生させるという開発プロジェクトを立ち上げた。
そうして開発されたのがBMW・M1である。同車はBMWの工場で製造することはできなかったため、BMW M社が開発、製造、販売の全ての責任を負った。
この車両は元々、グループ4もしくはグループ5で競うことを目論んで開発されたが、当時のグループ4が条件としていた生産台数を満たすことができず、当初の目論見通りにはいかないことになった。このことについて、ニアパッシュはヨーロッパF2選手権でマーチにBMWエンジンを供給していたことで知己となっていたマックス・モズレーに相談を持ち掛けた。モズレーはマーチを去った後もフォーミュラ・ワン・コンストラクターズ・アソシエーション（F1CA）のアドバイザーを務めていたことから、サポートレースの開催について、F1コンストラクターの代表者たちを説得した。そうして、F1におけるサポートレースとして、1979年と1980年の2年間という短期間ながら、M1によるワンメイクレースであるM1プロカー選手権が開催された。このレースは大成功となり、興行面を取り仕切っていたバーニー・エクレストンを喜ばせた。
M1は北米で開催されていたIMSA GT選手権のGTOクラスにも投入され、そちらでも活躍した。こうしたM1の活躍によって需要が喚起されたことから、BMW M社は市販車の5シリーズをベースにして、より高性能なM535iを開発して1980年に発売した。その後、BMWでは一般車種をベースにチューニングを施した「M」シリーズを各クラスに用意するようになり、1980年代半ばに最初の「M5」と「M3」を発売した。
ニアパッシュはM1にV型8気筒エンジンを搭載することを望み、それを搭載したエボリューションモデルによって、グループ5を席巻していたポルシェ・935を打ち破る体制を構築するとともに、F1進出時にもそのエンジンを利用することも目論んだが、この計画は直列6気筒に固執したBMWの取締役会によって拒否された。

### タルボ
ニアパッシュは次のステップとしてF1への参入を望んだが、BMWの取締役会はフォーミュラレースへの参戦に否定的で、拒否されていた。そんな中、タルボからの接触を受けて、ニアパッシュは1980年初めにBMW M社を去り、タルボに移った。タルボはF1参戦によるマーケティング機会を窺っており、BMW製4気筒・2リッターエンジン（M10）をベースにしたエンジンに自社のバッジを付けてF1参戦することを望んだ。ニアパッシュはBMWとの契約を目指し、この契約は署名する寸前まで進んだが、BMWの取締役会が心変わりして、それまでとは一転して自社でF1参戦することを決定してしまい、破談となる。

### IMG
タルボに在籍する意味を失ったニアパッシュは同社を早々に去り、1981年から1982年まで国際自動車スポーツ連盟（FISA）でスポーツカー世界選手権の代表を短期間務めた。
その後、1983年にはインターナショナル・マネジメント・グループ（IMG）でモータースポーツ担当副社長として雇われ、1987年まで務めた。ここで、サッカーやテニスなど、モータースポーツ以外のプロスポーツの経営についても深い知識を得たという。

### ダイムラー・ベンツ
1986年、IMGに居たニアパッシュは財政面で窮状にあったザウバーにイヴ・サンローランを紹介し、イヴ・サンローランは同社の化粧品ブランド「クーロス」で同年からザウバーのスポンサーとなった。この縁で、ニアパッシュはザウバーに非公式にエンジンを供給していたダイムラー・ベンツと接近することになる。
ダイムラー・ベンツは1955年限りでモータースポーツ活動を休止していたが、ザウバーへの非公式なエンジン供給や経営方針の変更を契機として、1988年1月にモータースポーツへの正式復帰を発表した。しかし、この時点ではどのカテゴリーに注力するのかといった方針の検討を続けており、ニアパッシュは1988年初めにそのプロジェクトチームの一員として招かれた。ニアパッシュが行ったプレゼンテーションはF1に参戦する場合の分析まで含んだもので、これに満足したダイムラー・ベンツ社は当時まだIMGに所属していたニアパッシュに（ニアパッシュが望んだ）モータースポーツ責任者の地位を提示し、ニアパッシュもこれを承諾して移籍が実現した。
こうして、1988年にニアパッシュはダイムラー・ベンツのモータースポーツ活動全体の責任者となり、同年11月にザウバーにも経営陣の一人として加わった。

#### メルセデスジュニアチーム

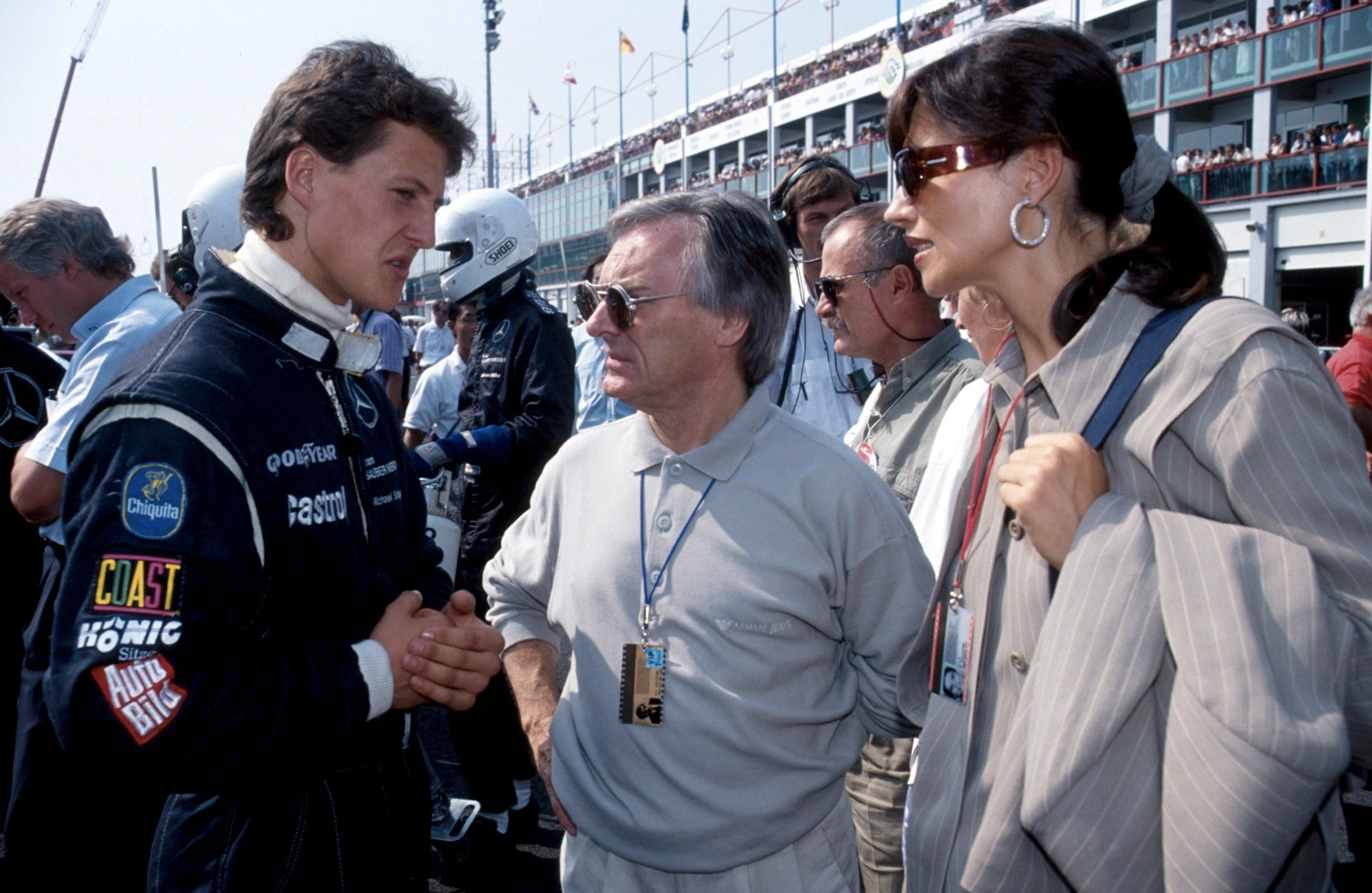
ジュニアチーム時代のシューマッハ（1991年、画像左の人物。中央の人物がバーニー・エクレストン）

ザウバー・メルセデスはフルワークスチームとなって2年目の1989年にル・マン24時間レースを制し、同年の世界スポーツプロトタイプカー選手権でもチャンピオンタイトルを獲得して所期の目的を早くも達成した。いずれF1チームを立ち上げたいと考えていたニアパッシュはそのための布石として、BMWの時と同様、ジュニアチームの設立をペーター・ザウバーに提案した。ザウバーとダイムラー・ベンツは新人に車両の1台を託すことに当初は難色を示していたものの、最終的には両者とも計画を承認し、1990年にジュニアチームの設立が実現した。メンバーとなるドライバーは前年のドイツF3選手権で接戦のタイトル争いを演じた上位3名をそのまま採用することにし、カール・ヴェンドリンガー、ハインツ＝ハラルド・フレンツェン、ミハエル・シューマッハの3名が抜擢された。この3名もまた、後に全員がF1ドライバーに昇格した。

#### シューマッハのF1デビュー
1991年8月後半、翌週に迫ったベルギーグランプリでジョーダンチームのベルトラン・ガショーが欠場することになり、その代役ドライバーを探していたエディ・ジョーダンからニアパッシュに話が持ち込まれた。ジョーダンは人選についてはメルセデス側に委ねたため、ニアパッシュはシューマッハを選んだ。ジョーダンとしては広告スペースをメルセデスに売ることがこのオファーの目的であり、ニアパッシュの提案通りにシューマッハがスポット参戦することが決まった。
レース前の火曜（1991年8月20日）、シルバーストン南コースでシューマッハは半日ほどジョーダン・191のテスト走行を行い、その速さに気付いたジョーダンチームは、以下の合意に署名するようシューマッハに迫った。
この書面は後出しのものだったが、ジョーダンチームはこれに署名しない限りシューマッハをレースに出走させないと主張した。ニアパッシュはジョーダンの強引なやり方に対して一計を案じ、「the driver agreement（そのドライバー契約）」の「the」を不定冠詞の「a」に書き換えさせた上でシューマッハに署名させた。ジョーダンチームはこの変更の意図に気付かなかったが、この変更によりこの文面はシューマッハの契約を縛る法的効力を持たなくなり、そのことはほどなくしてから意味を持つことになる。
シューマッハのデビューは衝撃的なものとなり（予選で7番手グリッドを獲得）、エディ・ジョーダンはすぐさま契約を結ぶよう迫った。
しかし、レース直前にドライバーに不利な契約を強引に結ばせようとしてきたことや、約束されていた広告スペースを一方的に削減されたことでニアパッシュはジョーダンの不誠実さに腹を立て、契約を結ぶ気はなかった。加えてジョーダンから「来年はヤマハと契約を結ぶつもりだ」と打ち明けられており、2年前のザクスピード・ヤマハや同年のブラバム・ヤマハの惨状から、翌年のジョーダンには充分な競争力は期待できないともニアパッシュは判断していた。
同レースの予選後、当時の強豪チームのひとつであるベネトン・フォーミュラへの移籍話が始まった。当時のF1の実質的な興行主だったバーニー・エクレストンは、かねてよりF1にはドイツ人のスタードライバーが必要だと考えていた。エクレストンはニアパッシュにシューマッハをベネトンに移籍させることを勧め、ニアパッシュもそれに賛同し、実現させるべく動いた。この際、ジョーダンチームの雰囲気が気に入っていたシューマッハは、F1デビューさせてくれたことでジョーダンに恩義を感じていたことや、ジョーダンが翌年にヤマハ・V12エンジンを搭載するという話にも期待を持っていたことから移籍を渋ったが、移籍先を決める権限はシューマッハが所属するザウバーとメルセデス・ベンツの責任者であるニアパッシュが握っていたため、本人の希望に反してベネトンへの移籍交渉を強行し、エクレストンの後押しと根回しもあって移籍が実現した。結果として、ニアパッシュの予想通り翌年のジョーダンは低迷し、一方のシューマッハはベネトンで活躍し、フル参戦初年度でF1初優勝を遂げた（1992年ベルギーグランプリ）。

#### メルセデスの撤退
1991年、ザウバーではメルセデス・ベンツのF1参戦計画（フルワークスチームによる参戦）のための準備が進められており、12月には参戦発表を行う予定だった。
しかし、その直前の11月28日に、メルセデス・ベンツ社は世界スポーツカー選手権からの撤退を発表し、それまで表向きは否定していたF1参戦についても参戦しないことを正式に表明した。この決定は親会社であるダイムラー・ベンツの経営悪化に伴うものだったが、BMW時代からF1参戦を目指していたニアパッシュはこの決定に失望し、同社を去った。メルセデス・ベンツのモータースポーツ部門の責任者としての職責はノルベルト・ハウグによって引き継がれた。

### その後
メルセデス・ベンツ社を去ったニアパッシュはザウバーにはしばらく留まり、ザウバー単独で進められていたF1参戦計画の準備にしばらく関わった。
1993年から1998年まで、ニアパッシュはドイツ自動車連盟（ADAC）の顧問を務めた。その間、1995年から1998年にかけてドイツ・スーパーツーリング選手権の責任者を担当した。

## レース戦績

### ル・マン24時間レース
| 年     | チーム                 | コ・ドライバー       | 車両                                 | クラス  | 周回 | 順位 | クラス 順位 |
| ------ | ---------------------- | -------------------- | ------------------------------------ | ------- | ---- | ---- | ----------- |
| 1964年 | ブリッグス・カニンガム | クリス・エイモン     | シェルビー・デイトナ・コブラ・クーペ | GT +3.0 | 131  | DSQ  | DSQ         |
| 1965年 | J・シモーネ            | ジョー・シフェール   | マセラティ・ティーポ65               | P 5.0   | 3    | DNF  | DNF         |
| 1966年 | エセックス・ワイヤー   | ジャッキー・イクス   | フォード・GT40                       | S 5.0   | 154  | DNF  | DNF         |
| 1967年 | ポルシェ               | ロルフ・シュトメレン | ポルシェ・910ショートテイル          | P 2.0   | 351  | 6位  | 2位         |
| 1968年 | ポルシェ               | ロルフ・シュトメレン | ポルシェ・908LH                      | P 3.0   | 325  | 3位  | 2位         |

### デイトナ24時間レース
| 年     | チーム   | コ・ドライバー                                                                  | 使用車両        | クラス | 周回 | 順位 | クラス 順位 |
| ------ | -------- | ------------------------------------------------------------------------------- | --------------- | ------ | ---- | ---- | ----------- |
| 1968年 | ポルシェ | ヴィック・エルフォード ロルフ・シュトメレン ジョー・シフェール ハンス・ヘルマン | ポルシェ・907LH | P      | 673  | 1位  | 1位         |

### タルガ・フローリオ
| 年     | チーム   | コ・ドライバー         | 使用車両                      | クラス | 周回 | 総合順位 | クラス順位 |
| ------ | -------- | ---------------------- | ----------------------------- | ------ | ---- | -------- | ---------- |
| 1964年 | ポルシェ | ギュンター・クラス     | ポルシェ・356B 2000GSカレラGT | GT 2.0 | 10   | 7位      | 3位        |
| 1965年 | ポルシェ | ヴィック・エルフォード | ポルシェ・910                 | P 2.0  | 10   | 3位      | 2位        |
| 1965年 | ポルシェ | ハンス・ヘルマン       | ポルシェ・907                 | P 3.0  | 10   | 4位      | 2位        |